# Jorgo Chatzimarkakis
Georgios (Jorgo) Chatzimarkakis (Duisburg, 21 april 1966) is een Duits politicus van Griekse komaf. Sinds de verkiezingen van 2004 is hij namens de Freie Demokratische Partei (FDP) lid van het Europees Parlement. Met deze partij maakt hij deel uit van ALDE.
- Gemeinsame Normdatei: 12006622X
- International Standard Name Identifier: 0000 0000 5537 027X
- Library of Congress Control Number: n97042021
- Nationale Bibliotheek van Tsjechië: jn20010602811
- Virtual International Authority File: 15591499
- WorldCat: E39PBJwHp4vBMCYgKryc8TkRrq